# Ixora ilocana
Ixora ilocana är en måreväxtart som beskrevs av Elmer Drew Merrill. Ixora ilocana ingår i släktet Ixora och familjen måreväxter. Inga underarter finns listade i Catalogue of Life.